# Colletes sodalis
Colletes sodalis är en biart som först beskrevs av Cameron 1897.  Colletes sodalis ingår i släktet sidenbin, och familjen korttungebin. Inga underarter finns listade i Catalogue of Life.